# Love Comes to the Executioner
Pour plus de détails, voir Fiche technique et Distribution.
Love Comes to the Executioner est un film américain, sorti en 2006.

## Fiche technique
- Titre : Love Comes to the Executioner
- Réalisation : Kyle Bergersen
- Scénario : Kyle Bergersen
- Musique : Josh Mancell (en)
- Pays d'origine : États-Unis
- Genre : comédie dramatique
- Date de sortie : 2006

## Distribution
- Jonathan Tucker : Heck Prigusivac
- Jeremy Renner : Chick Prigusivac
- Ginnifer Goodwin : Dori Dumchovic
- Christine Ebersole : Miriam Prigusivac
- Michael Fairman : Warden Stankovic
- Bodhi Elfman : Krist Skolnik
- Joel McKinnon Miller : Ben Blesic
- Susan Blommaert : Nancy Novacelik